# Olivier Langrand
Olivier Michel Langrand (* 19. September 1958 in Angers, Frankreich) ist ein französischer Ornithologe und Naturschützer. Seine Interessensschwerpunkte sind die Avifaunen Madagaskars und anderer Inseln des westlichen Indischen Ozeans.

## Leben
Von 1974 bis 1977 wurde Langrand am Lycée Agricole in Obernai ausgebildet. Von 1977 bis 1979 studierte er an der Université Louis Pasteur in Straßburg. 1993 schrieb er sich an der University of Natal in Pietermaritzburg ein, wo er 1995 zum Master of Science graduierte. Von 1986 bis 1996 war Langrand für den World Wildlife Fund (WWF) auf Madagaskar tätig, wofür er 1997 mit dem Ordre du Mérite Malgache ausgezeichnet wurde. Von 1996 bis 2000 war er Direktor der Sektion Zentralafrika des WWF in Gabun. Von 2000 bis 2006 arbeitete er als Vizepräsident der Sektion Afrika und Madagaskar der Organisation Conservation International. Von 2006 bis 2009 war er Senior Vice President des Center for Conservation and Government von Conservation International. Von 2009 bis 2011 leitete er als stellvertretender Vorsitzender (Executive Vice President) von Conservation International die Zusammenarbeit mit Regierungen und multilateralen Institutionen. Von 2011 bis 2014 war er Direktor für Globale Angelegenheiten der Organisation Island Conservation, eine Naturschutzvereinigung, die Artenschutzprojekte für gefährdete Arten auf Inseln organisiert. Seit Anfang 2015 ist Langrand Exekutivdirektor (Executive Director) des Critical Ecosystem Partnership Fund (CEPF), eine globale Initiative, die Nichtregierungsorganisationen und andere Partner des privaten Sektors finanziell und technisch bei Schutzprogrammen für kritische Ökosysteme, insbesondere Biodiversitäts-Hotspots, unterstützt.
Langrand ist Autor diverser Bücher über die Faunen Madagaskars, der Maskarenen, der Komoren und der Seychellen sowie über 100 wissenschaftlicher Artikel, darunter 1996 gemeinsam mit Steven M. Goodman und Bret M. Whitney die wissenschaftliche Erstbeschreibung zum Steineiben-Madagaskarsänger (Cryptosylvicola randrianasoloi), der einer monotypischen Gattung angehört. Als leidenschaftlicher Vogelbeobachter war Langrand in 120 Ländern unterwegs.

## Nach Langrand benannte Taxa
Im Jahr 2000 benannte Steven Goodman die ausgestorbene Ampoza-Erdracke (Brachypteracias langrandi) zu Ehren von Langrand. Daneben sind zwei madegassische Insektentaxa nach ihm benannt, die Eintagsfliegenart Ranorythus langrandi und die Ameisenart Strumigenys langrandi.

## Werke (Auswahl)
- Les Oiseaux de Madagascar, 1985
- Les Oiseaux d’Afrique tropicale et australe, 1986
- Les Oiseaux du Nord de l’Afrique, 1987
- Guide to the Birds of Madagascar, 1991
- The Effects of Forest Fragmentation on Bird Species in Madagascar: A Case Study from Ambohitantely Forest Reserve on the Central High Plateau, 1995
- Guide des Oiseaux de Madagascar, 1995
- Birds of the Indian Ocean Islands, 1998
- Kapitel über die Familie der Erdracken (Brachypteraciidae) im Handbook of the Birds of the World, 2001
- A photographic guide to the Birds of the Indian Ocean Islands, 2006
- Lemurs of Madagascar Pocket Identification Guide: Nocturnal Lemurs, 2008
- Lemurs of Madagascar Pocket Identification Guide: Diurnal and Cathemeral Lemurs, 2009
- Birds of the Indian Ocean Islands: Madagascar, Mauritius, Reunion, Rodrigues, Seychelles, Comores, 2013
- Mammals of Madagascar with the Comoros, the Seychelles, Réunion and Mauritius. Lynx Illustrated Checklists, 2021